# Bracia Genna
Bracia Genna (ang. Genna Brothers) – amerykańscy przestępcy pochodzenia włoskiego działający na terenie Chicago w okresie prohibicji. Nazywano ich Straszliwymi Genna.
Bracia Genna, „Bloody” Angelo, Mike „the Devil”, Pete, Sam, Jim i Tony „the Gentleman”, przybyli do Stanów Zjednoczonych w 1900 roku. Byli brutalnymi i bezwzględnymi przestępcami oraz gorliwymi katolikami (oprócz broni palnej nosili krucyfiksy). Z całej szóstki wyróżniał się Tony the Gentleman, jako jedyny studiował, uczęszczał do opery, angażował się przy budowie mieszkań komunalnych dla ubogich imigrantów włoskich.
Korumpowali stróżów prawa, z których większość pracowała we włoskiej dzielnicy przy Maxwell Street. Płacili im od 10 do 125 dolarów miesięcznie, pieniądze wręczali osobiście przy Taylor Street 1022, gdzie mieściła się jedna z wielu nielegalnych bimbrowni. Opłacani policjanci zwalczali te bimbrownie, których właściciele nie chcieli współpracować z braćmi Genna – o każdej takiej akcji informowana była prasa, aby udokumentować skuteczność stróżów prawa w walce z nielegalną produkcją alkoholu.
Bracia Genna początkowo zajmowali się procederem spod znaku Czarnej Ręki, ale wraz z nastaniem prohibicji porzucili ten rodzaj przestępczej działalności na rzecz nielegalnego handlu alkoholem. Produkcję bimbru metodą chałupniczą zlecali wielu rodzinom mieszkającym we włoskiej dzielnicy Chicago. Wyprodukowany bimber [dzięki domowej aparaturze można było wyprodukować około 350 galonów alkoholu (ok. 1600 litrów)] odkupywali w cenie jednego dolara za jeden galon. Po niewielkiej i niedrogiej obróbce sprzedawali go następnie w cenie 6 dolarów za 1 galon; alkohol trafiał do barów, knajp i melin.
Dochody braci Genna oscylowały – po odliczeniu kosztów – na poziomie 150 000 dolarów miesięcznie (rocznie prawie 2 000 000 dolarów).
Dla braci Genna pracowali tacy płatni zabójcy, jak: Sam „Samoots” Amatuna, Giuseppe „the Cavalier” Nerone i osławiony duet Albert Anselmi i John Scalise.
Działalność braci Genna i próby dalszego jej rozszerzenia doprowadziły do konfliktu z Johnnym Torrio, który dążył do połączenia wszystkich producentów bimbru w jedną organizację. Bracia Genna początkowo przystąpili do współpracy, ale z biegiem czasu nie układała się ona najlepiej, zalewali rynek swoim alkoholem po konkurencyjnych cenach.
Pierwszą ofiarą starcia – na linii Al Capone & Johnny Torrio vs bracia Genna vs Dean O’Banion – był Bloody Angelo (25 maja 1925 zastrzelony przez ludzi O’Baniona). Mike „the Devil” poprzysiągł zemstę, ale sam padł ofiarą zdrady ze strony Anselmiego i Scalise (przeszli na stronę Capone). Mike „the Devil” zmarł miesiąc później w wyniku ran postrzałowych, odniesionych w strzelaninie z policją. Z kolei Tony „the Gentleman” został zdradzony przez Giuseppego Nerone’a. Gdy obaj wymienili uściski dłoni, nagle z zaułku wyskoczyło kilku gangsterów i wpakowało całą serię kul w jego ciało.
Pozostali przy życiu bracia opuścili Chicago. Jim wrócił na Sycylię, gdzie został skazany na dwa lata pozbawienia wolności za kradzież klejnotów zdobiących posąg Madonny z Trapani.
Po pewnym czasie trzej bracia Genna powrócili w komplecie do Chicago, gdzie otwarcie wyrzekli się działalności przestępczej na rzecz importu sera i oliwy. Interes rodzinny prowadzili do końca życia.